# Катастрофа ATR 42 під Оксібілом
Катастрофа ATR 42 під Оксібілом — авіаційна катастрофа, що сталася 16 серпня 2015 року. Пасажирський літак ATR 42 індонезійської авіакомпанії Trigana Air Service зазнав катастрофи під час виконання рейсу IL267 із міста Джаяпура до міста Оксібіл, але зіткнувся з горою в провінції Папуа в 14 кілометрах від аеропорту. Після зіткнення згорів. Сигнал лиха не був поданий. 54 пасажири, що перебували на борту, загинули. Вони були громадянами Індонезії, серед них 5 неповнолітніх та 5 членів екіпажу.

## Літак
ATR 42-300 (бортовий номер PK-YRN) здійснив перший політ 28 травня 1988 року і спочатку належав компанії Resort Air (нині Trans States Airlines). У період між 1988 і 2005 роками літак був залучений у 6 авіаційних інцидентах, в одному з яких у нього відвалилося праве колесо носового шасі. 21 січня 2005 року літак був куплений авіакомпанією Trigana Air Service.

## Катастрофа
ATR 42 вилетів з аеропорту Сентани Джаяпури об 14:22 WIT і почав виконувати рейс IL267. На 15:16 була запланована посадка в аеропорту Оксибіла, однак о 14:55 літак пропав з екранів радарів. Перед цим літак не подавав сигналів лиха.

## Пошукова операція
16 серпня о 17:03 Reuters з посиланням на представника міністерства транспорту Індонезії повідомило про виявлення місцевими жителями уламків літака.
18 серпня було оголошено, що знайдені тіла всіх загиблих.